# 마조프셰현

마조프셰현의 문장

마조프셰현(폴란드어: Gubernia mazowiecka, 러시아어: Мазовецкая губерния)은 1837년부터 1844년까지 존재했던 러시아 제국의 폴란드 입헌왕국의 현으로 현도는 바르샤바이다. 1844년 칼리시현과 함께 바르샤바현에 합병되면서 폐지되었다.